# Ammidi

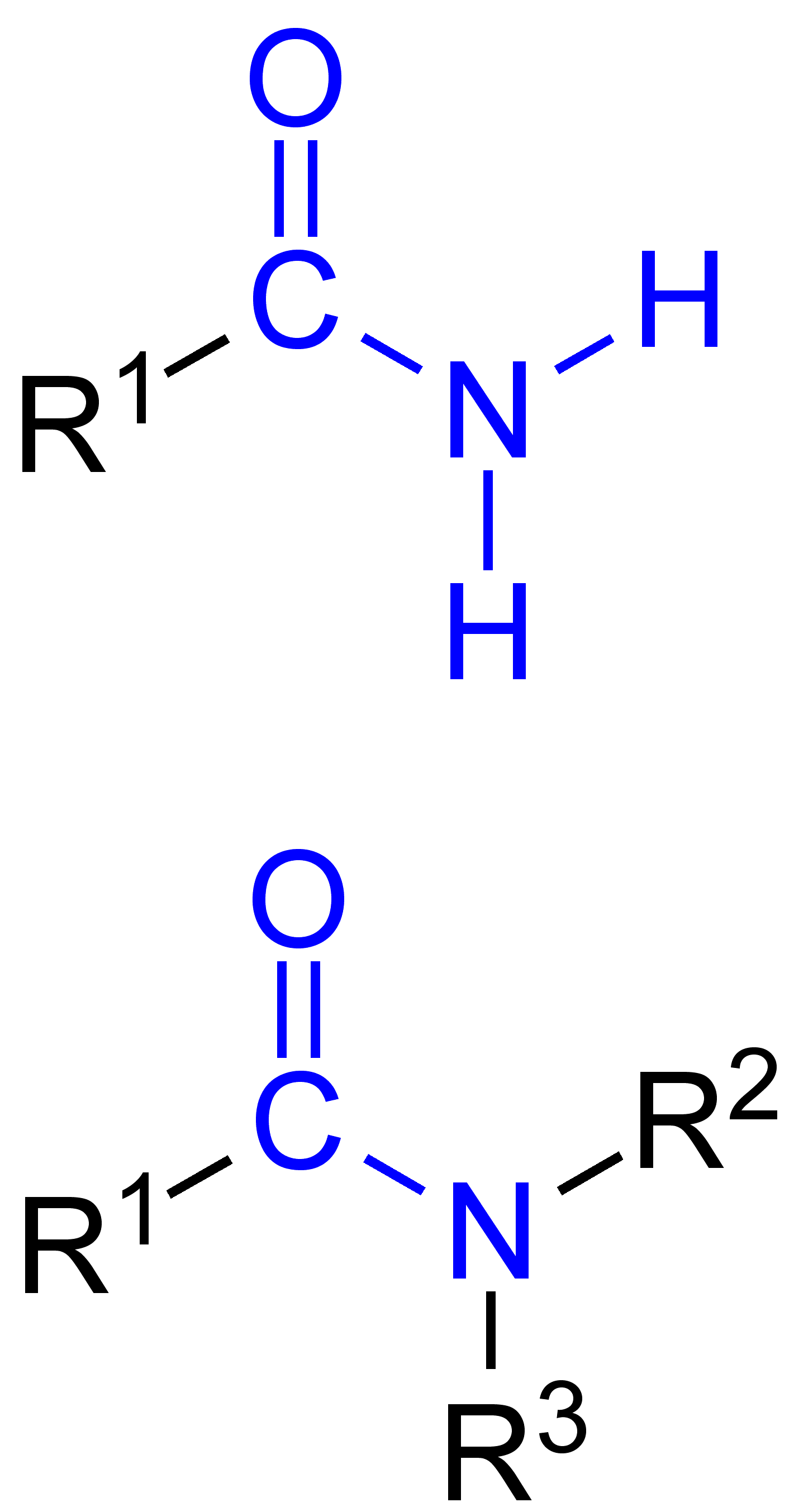
Struttura generale delle ammidi con in blu il gruppo funzionale.

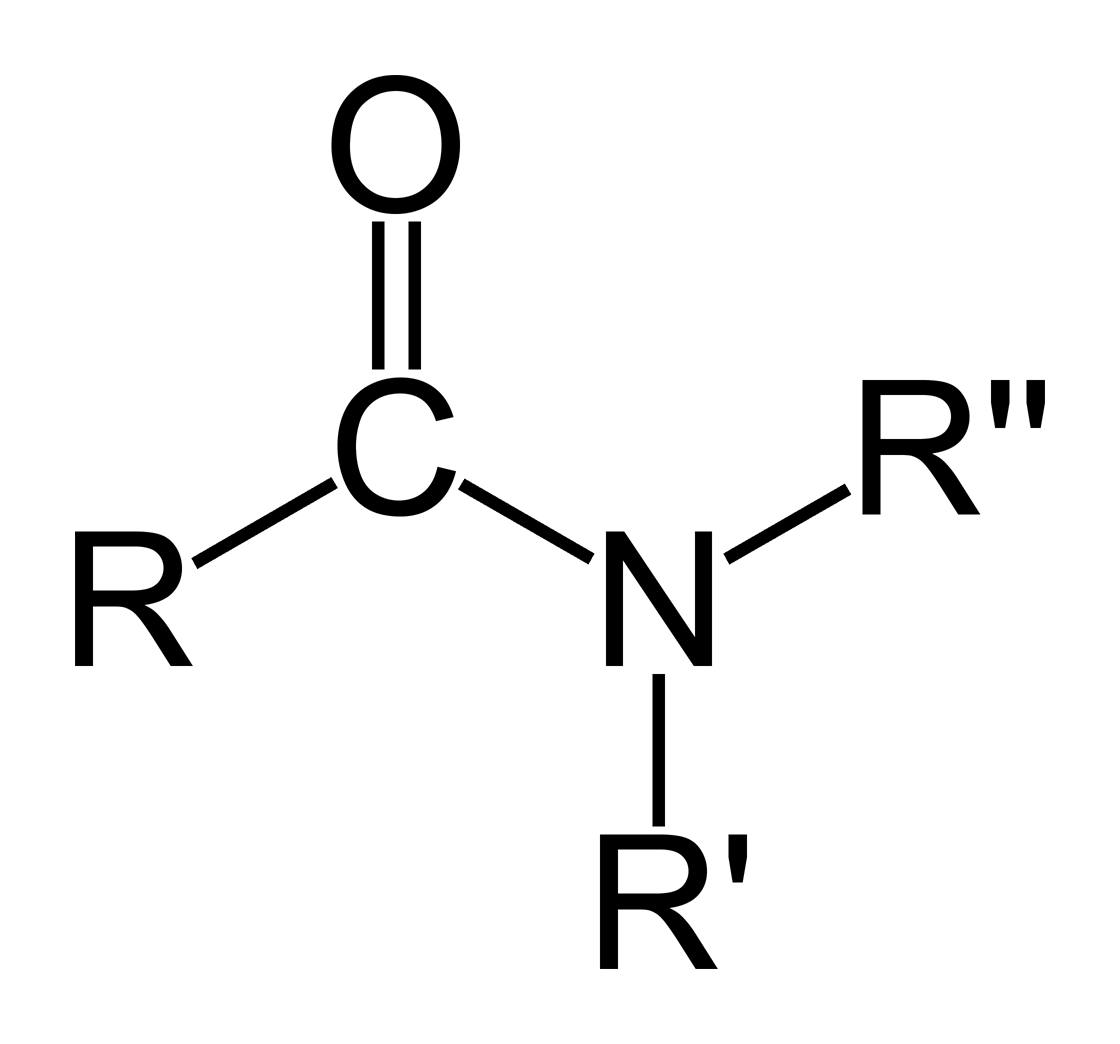
Se R' e R" sono idrogeni l'ammide si dice primaria, se solo uno fra R' ed R" è un H si dice secondaria, se R' ed R" non sono idrogeni l'ammide si dice terziaria.

Le ammidi costituiscono una categoria di composti organici di gruppo funzionale RCONH2. Sono derivati funzionali degli acidi carbossilici in cui l'idrossile (-OH) è sostituito con un gruppo amminico (-NR'R").
Nonostante possiedano lo stesso gruppo funzionale dei peptidi, si distinguono da essi in quanto questi ultimi si formano dall'unione di due amminoacidi.

## Caratteristiche
I punti di fusione delle varie ammidi dipendono oltre che dal peso molecolare, dalla capacità di formare legami ad idrogeno, quindi a parità di peso molecolare un'ammide RCONH2 ha un punto di fusione più alto di una RCONHCH3 a sua volta più alto di una RCON(CH3)2.
Come acidità e basicità, l'azoto ammidico è molto meno basico dell'azoto amminico a causa della delocalizzazione per risonanza del doppietto libero su di esso, mentre risulta anche basico l'ossigeno carbonilico in quanto la forma protonata è stabilizzata per risonanza.
I legami ammidici possono subire idrolisi sia in ambiente acido sia in ambiente basico. Per esempio, le penicilline degradano sia per acidi deboli sia per basi.

## Nomenclatura
Nella nomenclatura IUPAC, il nome dell'ammide si ricava sostituendo il suffisso -ico o -oico dell'acido carbossilico corrispondente con il suffisso -ammide. Nel caso l'azoto non sia legato a due idrogeni si pone prima del nome dell'ammide N- o N,N-, a seconda che l'azoto sia mono- o disostituito, seguito dal nome del sostituente.
Ad esempio l'ammide corrispondente all'acido formico (HCOOH) si chiama formammide (HCONH2). Se l'azoto è disostituito con due metili, si ha la N,N-dimetilformammide (HCON(CH3)2).

## Sintesi del legame ammidico
La sintesi del legame ammidico può avvenire spontaneamente ad alte temperature o a temperatura ambiente opportunamente catalizzata da un ambiente acido. La reazione dà come prodotti un'ammide ed una molecola di acqua. Il legame ammidico può essere spezzato con una reazione di idrolisi.
Nel caso particolare che la reazione di sintesi avvenga tra un acido carbossilico ed un'ammina terziaria nei prodotti comparirà una molecola di alcol primario:
```
R-COOH + 
NR'R''R''' → R-CO-NR'R'' + R'''-OH
```

## Utilizzi
Le ammidi vengono industrialmente impiegate per la preparazione di poliammidi alifatiche come il nylon o aromatiche come il kevlar. Una categoria di ammidi cicliche dette β-lattami sono un'importante categoria di antibiotici.
L'urea, diammide dell'acido carbonico, in soluzione al 32,5% costituisce l'AdBlue, ovvero soluzione utilizzata nei motori Diesel per abbattere gli NOx. L'urea è inoltre impiegata come fertilizzante per via del suo alto contenuto di azoto.